# Władimir Kuzniecow (dyplomata)
Władimir Nikołajewicz Kuzniecow (ros. Влади́мир Никола́евич Кузнецо́в, ur. 24 lipca 1916, zm. 24 lutego 2000) – radziecki dyplomata.

## Życiorys
1946-1949 pracownik aparatu Radzieckiej Administracji Wojskowej w Niemczech, 1949-1956 pracownik centralnego aparatu Ministerstwa Spraw Zagranicznych ZSRR, 1956-1960 radca Ambasady ZSRR w Holandii. 1960-1961 ponownie pracownik centralnego aparatu MSZ ZSRR, 1961-1964 radca Ambasady ZSRR w Indonezji, 1964-1967 poseł-radca Ambasady ZSRR w Indonezji, 1967-1968 ponownie w centralnym aparacie MSZ ZSRR. Od 9 lutego 1968 do 18 grudnia 1973 ambasador nadzwyczajny i pełnomocny ZSRR w Malezji, 1973-1980 szef Departamentu Obsługi Korpusu Dyplomatycznego MSZ ZSRR, od 11 sierpnia 1980 do 1 lipca 1985 ambasador nadzwyczajny i pełnomocny ZSRR w Birmie, od 8 lipca 1986 do 1991 ambasador nadzwyczajny i pełnomocny ZSRR na Wyspach Świętego Tomasza i Książęca, od 1991 do 2 listopada 1992 ambasador nadzwyczajny i pełnomocny ZSRR w Tanzanii.